# Mosquée centrale (Bichkek)
 (octobre 2019).
Si vous disposez d'ouvrages ou d'articles de référence ou si vous connaissez des sites web de qualité traitant du thème abordé ici, merci de compléter l'article en donnant les références utiles à sa vérifiabilité et en les liant à la section « Notes et références ».
La Mosquée centrale est la plus grande mosquée d’Asie centrale et du Kirghizistan, l’une des principales attractions de Bichkek.

## Description
Elle est située dans le quartier de l'ancien cinéma Issyk-Koul, à l'est du centre-ville historique, sur l'avenue Zhibek Zholu (route de la soie) et a ouvert ses portes le 2 septembre 2018. Elle a été inaugurée par le président de la République kirghize, Sooronbay Jeenbekov et par le président de la République turque, Recep Tayyip Erdogan.